# 9144 Hollisjohnson
9144 Hollisjohnson è un asteroide della fascia principale. Scoperto nel 1955, presenta un'orbita caratterizzata da un semiasse maggiore pari a 2,3522261 UA e da un'eccentricità di 0,2624458, inclinata di 10,85479° rispetto all'eclittica.